# Davíðsdóttir
Davíðsdóttir ist ein isländischer Name.

## Bedeutung
Der Name ist ein Patronym und bedeutet Tochter des Davíð. Die männliche Entsprechung ist Davíðsson (Sohn des Davíð).

## Namensträgerinnen
- Brynhildur Davíðsdóttir (* 1968), isländische Ökonomin
- Dagný Lísa Davíðsdóttir (* 1997), isländische Basketballspielerin
- Emilíana Torrini Davíðsdóttir (* 1977), isländische Sängerin, Komponistin und Musikproduzentin
- Eva Björk Davíðsdóttir (* 1994), isländische Handballspielerin
- Katrín Davíðsdóttir (* 1993), isländische CrossFit-Athletin
- Sigrún Davíðsdóttir (* 1955), isländische Journalistin und Autorin
- Vilborg Davíðsdóttir (* 1965), isländische Autorin und Journalistin